# Keita Ichikawa
Keita Ichikawa (市川 恵多 Ichikawa Keita?), född 3 oktober 1990 i Gunma prefektur, är en japansk fotbollsspelare.
Ichikawa började sin karriär 2013 i Giravanz Kitakyushu. 2017 flyttade han till Thespakusatsu Gunma.